# 412 هـ
412 هـ هي سنة في التقويم الهجري امتدت مقابلةً في التقويم الميلادي بين سنتي 1021 و1022.

## مواليد
- ابن الموصلايا
- يحيى بن الحسين الشجري

## وفيات
- أبو الحسن بن رزقويه
- أبو عبد الرحمن السلمي (متصوف)
- المنذر بن يحيى التجيبي
- حميد الدين الكرماني

- محمد بن أحمد غنجار